# Playa de Oza
La playa de Oza es una playa urbana de la ciudad de La Coruña (Galicia, España), situada en el barrio de Oza. Está resguardada del viento del océano Atlántico y de las olas.
Dispone de duchas, aseos, aparcamiento, quiosco de prensa, servicio de salvamento, primeros auxilios y gestión ambiental ISO 14001. Además es accesible para discapacitados. Está prohibido el acceso con animales.
Se construyó en 1994 cerca de la desaparecida playa de Lazareto, llamada así por estar cerca de una leprosería. A pesar de la oposición de los vecinos, esa playa fue destruida durante la dictadura franquista para convertirla en vertedero.

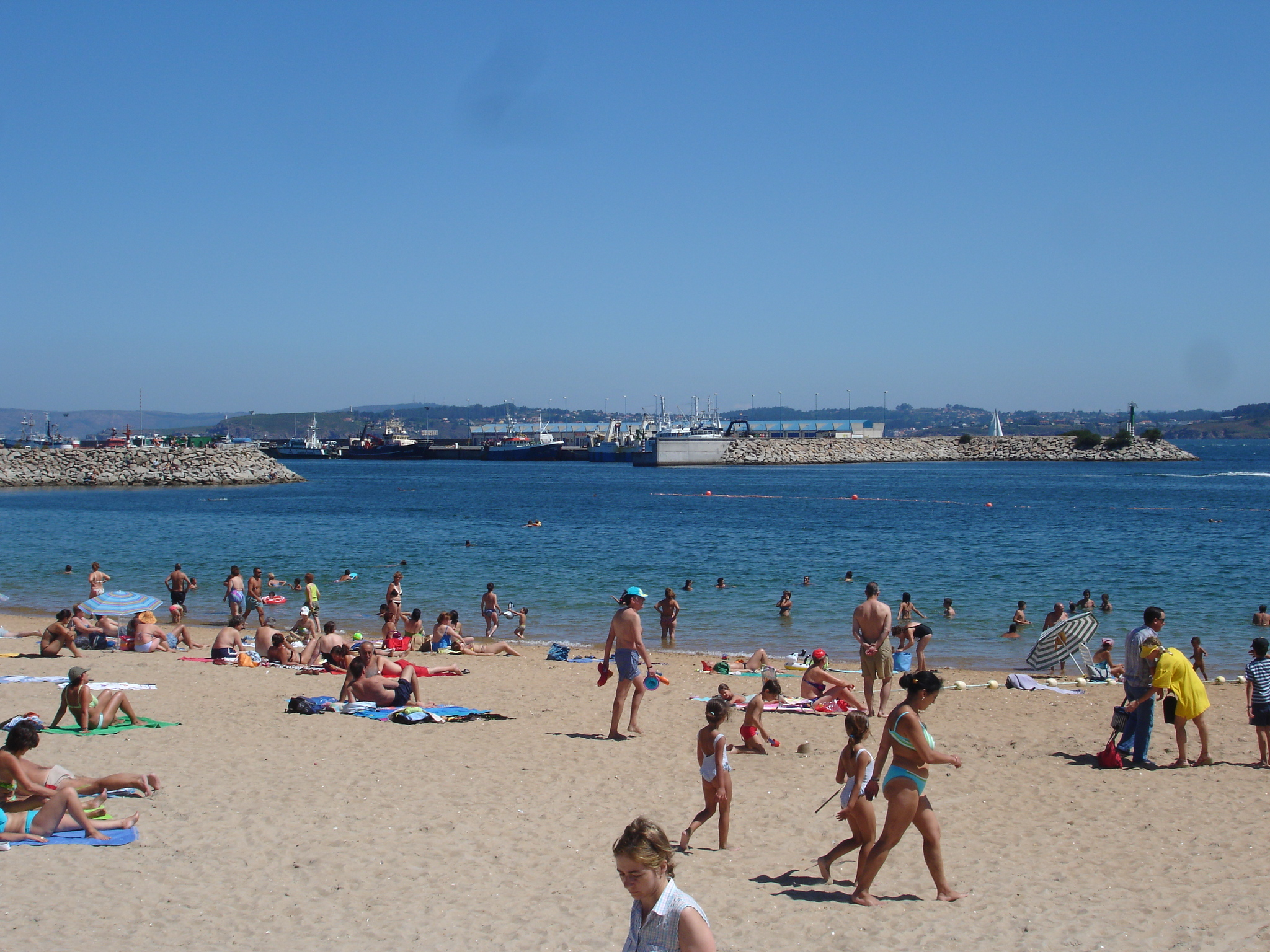
Playa de Oza.